# Morillo (apellido)
El apellido Morillo es un apellido noble de origen castellano.
Perteneció a uno de los 200 caballeros que bajo las órdenes del rey Fernando III, el Santo, conquistaron la ciudad de Sevilla a los musulmanes en 1248. Este caballero era el hidalgo (nobleza menor en los reinos hispánicos) Aznar de Moriello (en castellano antiguo Morillo). Así se describe a este padre de la patria sevillana al que se asigna el número 69 en "Los Anales eclesiásticos y seculares de la Ciudad de Sevilla de Ortiz de Zuñiga" :"69.- Aznar de Moriello-, del Obispo de Marruecos; su casa á S. Pedro ; y escríbese que fue' caudillo de la mesnada del Obispo de Marruecos, y progenitor del linaje de Morillo en Sevilla , donde se llamaba Barrio de Morillo la que hoy Plaza de D. Pedro Ponce , en que está el Convento de la Encarnación."
La gesta de la conquista de Sevilla le valió a sus participantes el recibir tierras procedentes del llamado Repartimento de Sevilla. Al caballero Morillo se le adjudicaron predios en las poblaciones de Carmona y Sánlucar La Mayor, así como ciertos derechos de molino y gravámenes sobre la harina. De estas poblaciones, Sanlúcar la Mayor y Carmona surgen las dos ramas del
apellido.
Más tarde, en el siglo XIV, y a raíz de la repoblaciones ordenadas por los Guzmanes, pasó el apellido al pueblo del Viso del Alcor. A finales del siglo XIX, volvió de nuevo a Sevilla, al pasar a residir en dicha capital Antonio Morillo y Vergara.

## Armas
El escudo de armas del apellido Morillo luce las siguientes armas; en campo de azur, un castillo de oro con un rey moro asomado a una de sus ventanas, al pie del castillo dos caballeros armados afrontados y haciendo guardia. Bordura de gules con ocho aspas de oro.